# Estádio Glicério de Souza Marques
Estádio Glicério de Souza Marques – stadion piłkarski w Macapá, Amapá, Brazylia, na którym swoje mecze rozgrywa klub Cristal Atlético Clube.